# Hinterholz (Kempten)
Hinterholz ist eine Einöde der kreisfreien Stadt Kempten (Allgäu). Sie gehörte bis 1972 zur Gemeinde Sankt Mang, die in diesem Jahr wieder zu Kempten kam.

## Geschichte
Hinterholz wurde 1526 als „hinderm Holz“ erwähnt. 1601 hatte die Reichsstadt Kempten das Steuerrecht und die niedere Gerichtsbarkeit in Hinterholz inne.
Im Jahr 1819, ein Jahr nachdem Hinterholz mit anderen Ortschaften zur Ruralgemeinde Sankt Mang verbunden worden war, zählte man 3 Anwesen mit 17 Bewohnern, die zur Hauptmannschaft Lenzfried gehörten. 1900 gab es in Hinterholz 2 Höfe mit 13 Bewohnern. 1954 lebten in der Einöde 19 Einwohner.